# Верга, Руфо Эмилиано
Руфо Эмилиано Верга (итал. Rufo Emiliano Verga, 21 декабря 1969, Леньяно, Италия) — итальянский футболист, игравший на позициях защитника и полузащитника.

## Клубная карьера
Родился 21 декабря 1969 года в городе Леньяно. Воспитанник юношеских команд футбольных клубов «Леньяно» и «Милан».
Во взрослом футболе дебютировал в 1987 году выступлениями за команду клуба «Милан», в которой провёл один сезон, приняв участие лишь в 3 матчах чемпионата.
Своей игрой за эту команду привлёк внимание представителей тренерского штаба клуба «Парма», к составу которого присоединился на условиях аренды в 1988 году. Сыграл за пармскую команду следующий сезон своей игровой карьеры.
В 1989 году вернулся из аренды в «Милан», в основную команду которого, впрочем, не попадал.
В течение 1990—1993 сменил сразу несколько клубов, выступал за «Болонью», «Лацио», «Фиорентину», «Венецию».
Завершил профессиональную игровую карьеру в клубе «Лечче», за команду которого выступал на протяжении 1993—1994 годов. Был вынужден завершить выступления на футбольном поле в 25-летнем возрасте из-за проблем с коленом, на котором перенёс четыре операции.

## Выступления за сборные
В течение 1990—1992 годов привлекался в состав молодёжной сборной Италии. На молодёжном уровне сыграл в 16 официальных матчах.
В 1992 году защищал цвета олимпийской сборной Италии. В составе этой команды провёл 6 матчей. В составе сборной был участником футбольного турнира на Олимпийских играх 1992 года в Барселоне.